# Masasteron mackenziei
Masasteron mackenziei är en spindelart som beskrevs av Baehr 2004. Masasteron mackenziei ingår i släktet Masasteron och familjen Zodariidae.
Artens utbredningsområde är Western Australia. Inga underarter finns listade i Catalogue of Life.